# Wasserkraftwerk Hakavik
Das Wasserkraftwerk Hakavik (norwegisch Hakavik kraftverk) ist ein 1922 in Betrieb genommenes Wasserkraftwerk in Øvre Eiker in der Provinz Buskerud im südlichen Norwegen.

## Lage

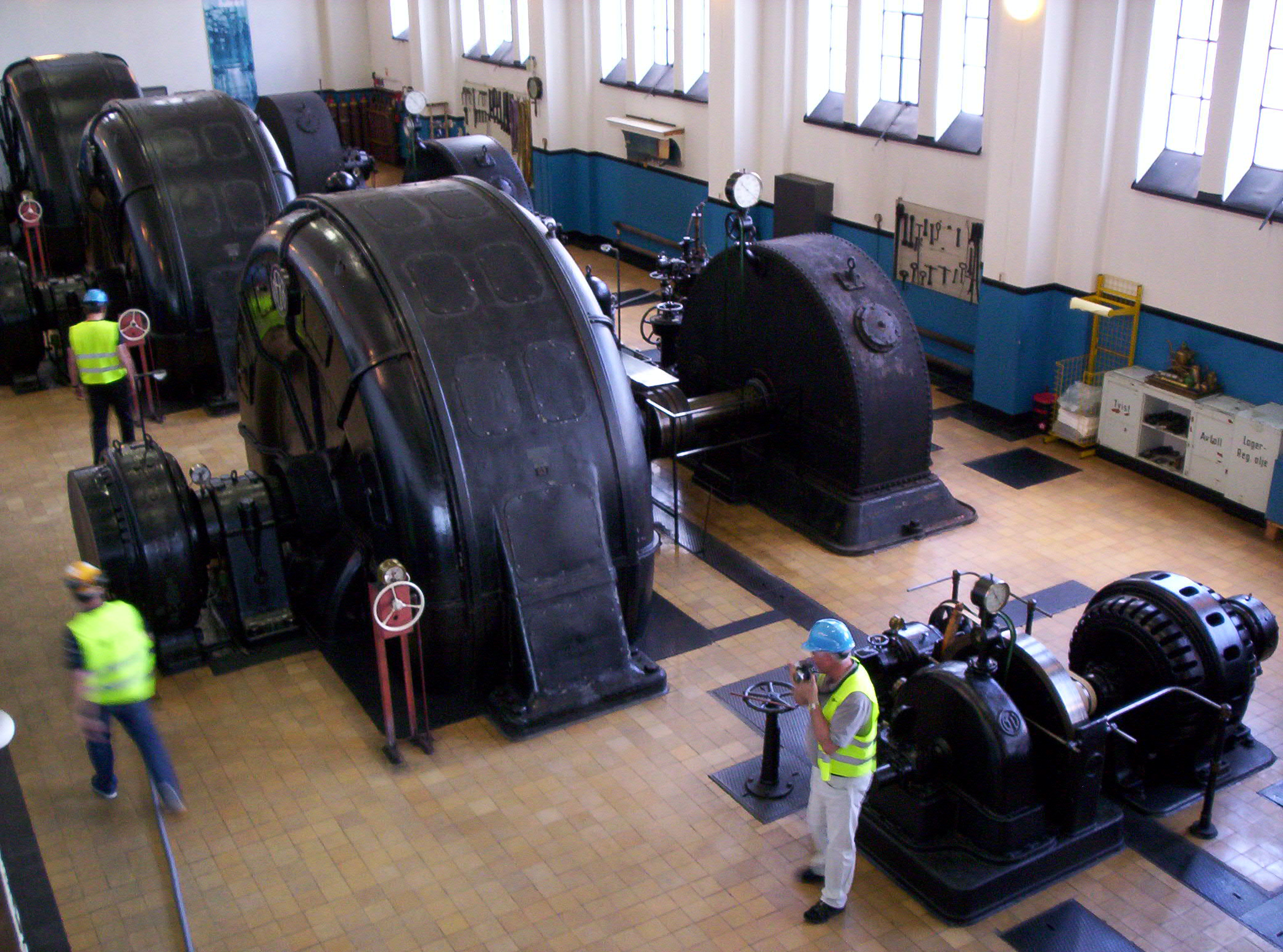
Maschinenhalle mit den drei Bahnstromgeneratoren (links) sowie dem 3-Phasen/50-Hz-Generator für die Eigenversorgung (klein, rechts)

Das Kraftwerk steht am westlichen Ufer des Sees Eikeren, der als Unterwasser dient. Aus einer Fallhöhe von 389 Metern zwischen einer Seenkette auf der Hochebene westlich des Kraftwerkes und dem Eikeren erzeugt das Werk mittels vier Pelton-Turbinen Strom. Drei Generatoren mit jeweils 2,5 MW erzeugen dabei Einphasen-Wechselstrom, der vierte Generator mit 150 kW erzeugt 50-Hz-Drehstrom zur Eigenbedarfsdeckung des Kraftwerkes. Da altersbedingt nur noch eines der beiden Fallrohre nutzbar ist, kann nur die Hälfte der installierten Leistung genutzt werden.

## Geschichte
Das Kraftwerk wurde im Auftrag des norwegischen Zentralamtes für den Schienenverkehr (heute Jernbaneverket) gebaut, erzeugt nur Bahnstrom und ist Ausgangspunkt des südnorwegischen Bahnstromnetzes, welches mit 16⅔ Hz und 55 kV betrieben wird. Eine Leitung führt zum Unterwerk in Sande, eine andere zum Schaltwerk Sandhaugen, wo eine Leitung nach Asker und eine andere Leitung zum Unterwerk Neslandsvatn über das Unterwerk Nordagutu und das Unterwerk Skollenberg führt.
Betreiber des Kraftwerkes ist der größte norwegische Energieversorger Statkraft.